# Sender Bonn-Venusberg

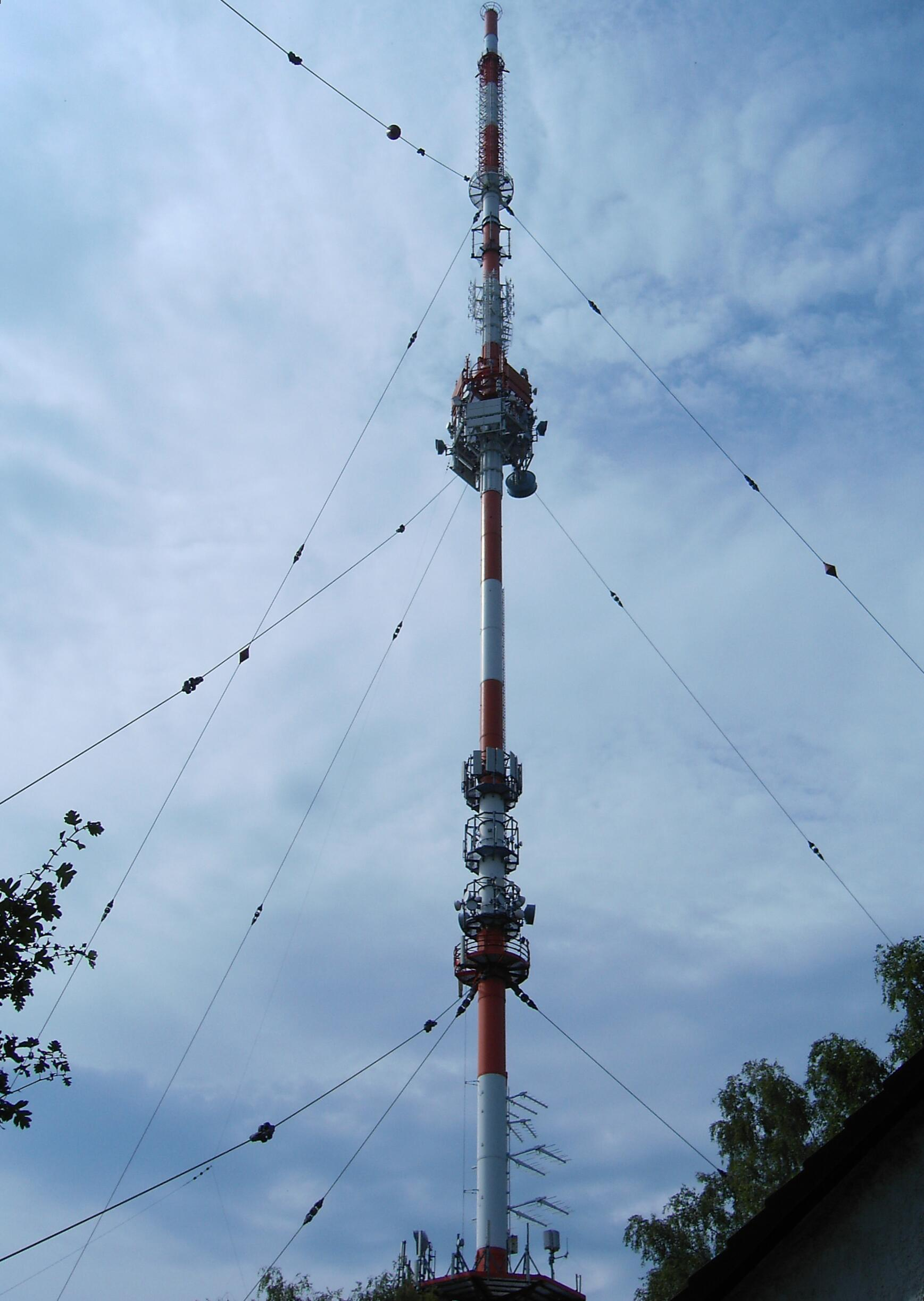
Sendemast auf dem Venusberg

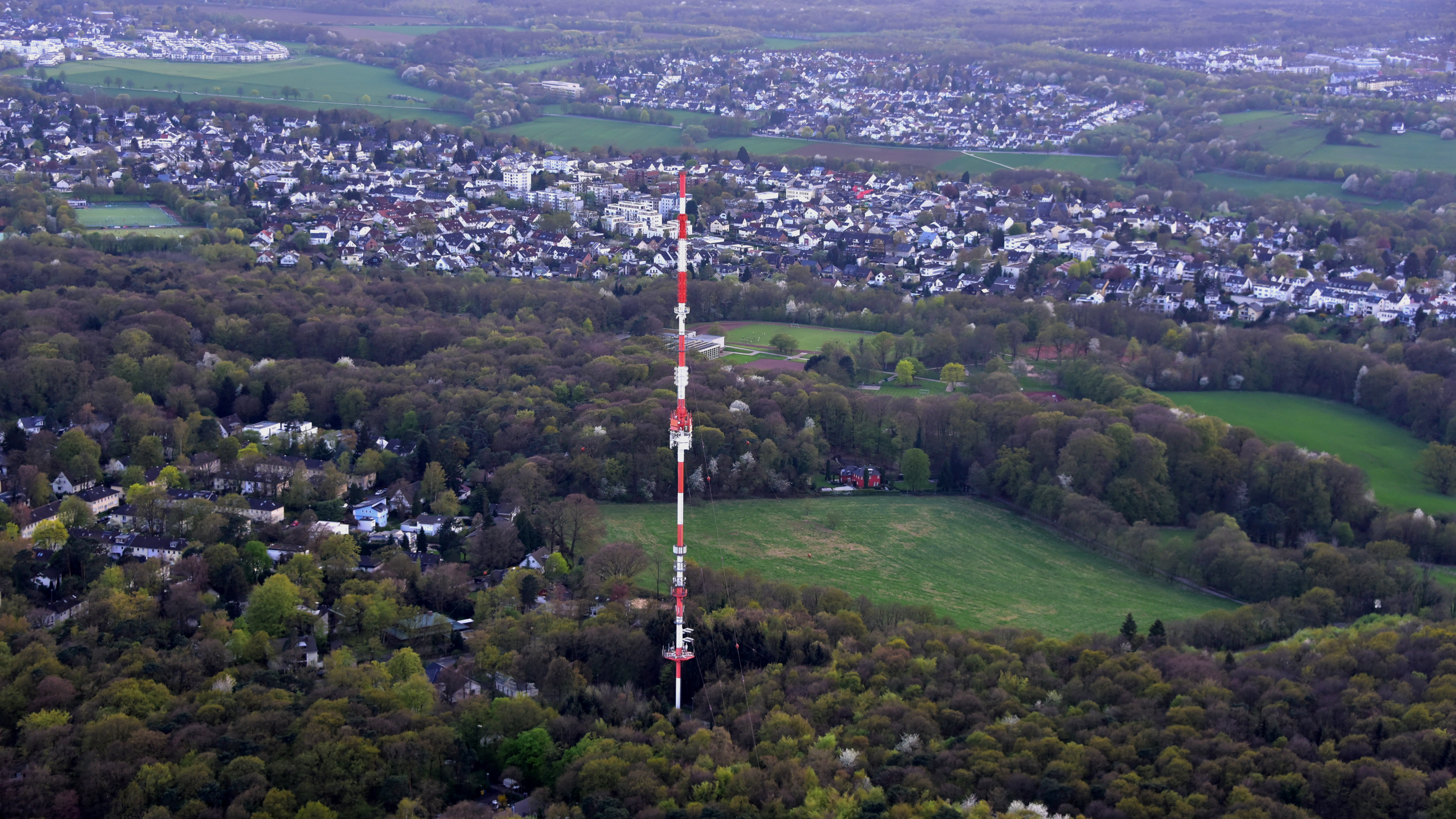
Sender Bonn-Venusberg, Luftaufnahme (2018)

Der Sender Bonn-Venusberg ist eine Sendeanlage des Westdeutschen Rundfunks für UKW, DAB, DVB-T und DVB-T2 HD auf dem Venusberg in Bonn. Der Rundfunksender Bonn-Venusberg verwendet als Sendeantenne einen 180 Meter hohen selbststrahlenden Sendemast, der in 97 und 137 Meter Höhe abgespannt ist. Er wurde 1985 als Ersatz für einen gegen Erde isolierten Sendemast aus dem Jahre 1949 errichtet. 2004 wurde der Mast umgebaut.  Für die Ausstrahlung der Mittelwellensendungen wurde eine Langdrahtantenne am Mast angebracht.
Der Sender ist der zentrale WDR-Sender für die Region Bonn/Rhein-Sieg und auch das Kölner Becken.
Der Mittelwellensender wurde am 6. Juli 2015 abgeschaltet.

## Frequenzen und Programme

### Analoges Radio (UKW)
| Frequenz (MHz) | Programm               | RDS PS             | RDS PI                | Regionalisierung | ERP (kW) | Antennendiagramm rund (ND), gerichtet (D) | Polarisation horizontal (H)/vertikal (V) |
| -------------- | ---------------------- | ------------------ | --------------------- | ---------------- | -------- | ----------------------------------------- | ---------------------------------------- |
| 102,4          | 1 Live                 | 1LIVE___           | D391                  | –                | 50       | ND                                        | H                                        |
| 100,4          | WDR 2                  | WDR_2_RL, WDR_2___ | D992 (regional), D392 | Rheinland (Köln) | 50       | ND                                        | H                                        |
| 93,1           | WDR 3                  | WDR_3___           | D393                  | –                | 35       | ND                                        | H                                        |
| 90,7           | WDR 4                  | WDR_4___           | D394                  | Köln             | 18       | ND                                        | H                                        |
| 88,0           | WDR 5                  | WDR_5___           | D395                  | –                | 35       | ND                                        | H                                        |
| 98,9           | Deutschlandfunk Kultur | Dlf_Kult           | D220                  | –                | 0,1      | ND                                        | H                                        |
| 97,8           | Radio Bonn/Rhein-Sieg  | BONN/SU_           | D47C                  | –                | 0,316    | ND                                        | H                                        |

Bis Ende Juni 2010 nutzte BFBS Radio 1 die Frequenz 97,8 MHz von diesem Standort. Nachdem BFBS diesen Sender aufgegeben hatte, kam es zu einem Ringtausch, bei dem Radio Bonn/Rhein-Sieg am 1. September 2010 von der Frequenz 98,9 MHz auf die aktuell genutzte Frequenz 97,8 MHz wechselte. Gleichzeitig wurde auf 98,9 MHz Deutschlandradio Kultur aufgeschaltet.

### Analoges Radio (MW)
| Frequenz (kHz) | Programm         | Regionalisierung | ERP (kW) | Antennendiagramm rund (ND)/gerichtet (D) | Polarisation horizontal (H)/vertikal (V) |
| -------------- | ---------------- | ---------------- | -------- | ---------------------------------------- | ---------------------------------------- |
| 774            | WDR 2 / WDR VERA | –                | 5        | ND                                       | V                                        |

Der Mittelwellensender wurde am 6. Juli 2015 aus Kostengründen abgeschaltet.

### Digitales Radio (DAB)
DAB beziehungsweise der Nachfolgestandard DAB+ wird in vertikaler Polarisation und im Gleichwellenbetrieb mit anderen Sendern ausgestrahlt. Dabei wird auf Kanal 5C der bundesweite Multiplex, der die Programme des Deutschlandradios sowie verschiedener privater Rundfunkveranstalter enthält, mit einer Sendeleistung von 10 kW ERP ausgestrahlt. Am 29. August 2012 erfolgte der Wechsel von DAB-Kanal 12D auf DAB-Kanal 11D. Über diesen wird der Multiplex Radio für NRW mit den Programmen des WDR mit einer Leistung von 10 kW ERP übertragen. Für den 1. September 2022 war die Aufschaltung des DAB-Blocks von audio.digital NRW auf Kanal 9D geplant. Die Aufschaltung erfolgte erst am 17. April 2023.
| Block                        | Programme (Datendienste) | ERP (kW) | Antennen- diagramm rund (ND), gerichtet (D) | Polarisation horizontal (H)/ vertikal (V) | Gleichwellennetz (SFN) |
| ---------------------------- | --- | -------- | ------------------------------------------- | ----------------------------------------- | --- |
| 5C DRDeutschland (D__00188)  | DAB+-Multiplex der Media Broadcast: - Absolut relax (72 kbps) - Dlf (104 kbps) - Dlf Kultur (112 kbps) - Dlf Nova (104 kbps) - DRadio DokDeb (48 kbps) - Energy Digital (72 kbps) - ERF Plus (64 kbps) - Klassik Radio (72 kbps) - Radio Bob (72 kbps) - Radio Horeb (48 kbps) - Radio Schlagerparadies (64 kbps) - Schwarzwaldradio (64 kbps) - sunshine live (72 kbps) - DRadio Daten (32 kbps Daten) - EPG Deutschland (16 kbps Daten) - TPEG (16 kbps Daten) - TPEG_MM (16 kbps Daten) | 10       | ND                                          | V                                         | - Baden-Württemberg: Aalen, Baden-Baden (Fremersberg), Bad Mergentheim, Blauen, Brandenkopf, Donaueschingen, Feldberg im Schwarzwald, Freiburg (Vogtsburg-Totenkopf), Geislingen (Oberböhringen), Großerlach (Hohe Brach), Heidelberg (Königstuhl), Heilbronn (Schweinsberg), Hochrhein (Rickenbach), Hornisgrinde, Pforzheim (Schömberg-Langenbrand), Raichberg, Ravensburg (Höchsten), Reutlingen, Stuttgart (Frauenkopf), Ulm (Kuhberg) - Bayern: Amberg (Hirschau), Aschaffenburg (Pfaffenberg), Augsburg (Hotelturm), Bad Tölz (Gaißach), Bamberg (Geisberg), Büttelberg, Brotjacklriegel, Dillberg, Grünten, Herzogstand, Hochberg (Traunstein), Hoher Bogen, Inntal (Ebbs), Ingolstadt (Gelbelsee), Kreuzberg/Rhön, Landshut (Altdorf), München (Olympiaturm), Nennslingen (Büchelberg), Nürnberg, Oberammergau, Ochsenkopf, Passau, Pfänder, Pfaffenhofen, Pfarrkirchen, Pfronten, Regensburg (Hohe Linie), Unterringingen, Untersberg, Wendelstein (Bayrischzell), Würzburg (Frankenwarte) - Berlin: Berlin (Alexanderplatz), Berlin (Scholzplatz) - Brandenburg: Bad Belzig, Booßen, Brandenburg/Havel, Calau, Casekow, Cottbus, Eisenhüttenstadt, Petkus, Pritzwalk, Templin - Bremen: Bremen (Walle), Bremerhaven-Schiffdorf - Hamburg: Hamburg (Moorfleet), Hamburg (Heinrich-Hertz-Turm) - Hessen: Bad Hersfeld (Rimberg), Biedenkopf (Sackpfeife), Fulda (Hummelskopf), Frankfurt (Europaturm), Gelnhausen (Schnepfenkopf), Gießen (Dünsberg), Großer Feldberg, Hardberg, Hohe Wurzel, Hoher Meißner, Kassel (Habichtswald), Mainz-Kastel - Mecklenburg-Vorpommern: Garz (Rügen), Güstrow, Malchin, Neubrandenburg-Süd, Rostock (Toitenwinkel), Röbel, Schwerin (Zippendorf-Gr.Dreesch), Torgelow, Wismar/Rüggow, Züssow - Niedersachsen: Aurich-Popens, Braunschweig (Broitzem), Braunschweig (Drachenberg), Cuxhaven-Stadt, Dannenberg, Göttingen (Bovenden-Osterberg), Hannover (Telemax), Lingen, Lüneburg-Neu Wendhausen, Molbergen-Peheim, Osnabrück (Bramsche-Schleptruper Egge), Hildesheim (Sibbesse), Steinkimmen, Uelzen, Visselhövede, Wilhelmshaven - Nordrhein-Westfalen: Aachen (Karlshöhe), Bielefeld (Hünenburg), Bonn (Venusberg), Dortmund (Florianturm), Düsseldorf (Rheinturm), Eggegebirge, Herscheid, Hochsauerland (Hunau), Hürtgenwald-Großhau, Köln (Colonius), Langenberg, Lügde-Rischenau (Köterberg), Minden (Jakobsberg), Münster (Fernmeldeturm), Schöppingen, Siegen-Süd, Wesel - Rheinland-Pfalz: Bad Kreuznach (Schanzenkopf), Bad Marienberg (Westerwald), Bornberg, Daun (Eifel), Edenkoben (Kalmit), Heckenbach-Schöneberg (Ahrweiler), Idar-Oberstein, Kaiserslautern, Kettrichhof, Koblenz (Kühkopf), Trier (Petrisberg) - Saarland: Merzig-Merchingen, Saarbrücken (Schoksberg) - Sachsen: Chemnitz, Dresden, Geyer, Leipzig, Löbau, Neustadt, Oschatz, Schöneck, Zwickau Ost - Sachsen-Anhalt: Brocken, Burg, Dequede, Petersberg, Pettstädt (Weißenfels), Schneidlingen, Wittenberg - Schleswig-Holstein: Bungsberg, Flensburg, Heide, Helgoland, Hennstedt, Kiel (Kronshagen), Lübeck (Stockelsdorf), Schleswig, Niebüll (Süderlügum), Westerland (Sylt) - Thüringen: Bleßberg (Sonneberg), Erfurt-Hochheim, Gera, Inselsberg, Jena (Oßmaritz), Kulpenberg, Saalfeld (Remda), Lobenstein (Sieglitzberg), Weimar (Ettersberg) |
| 9B Antenne DE (D__00359)     | DAB-Block von Antenne Deutschland: - 80s80s (72 kbps) - 90s90s (72 kbps) - Absolut Bella (72 kbps) - Absolut Germany (72 kbps) - Absolut HOT (72 kbps) - Absolut Oldie (72 kbps) - Absolut TOP (72 kbps) - AIDAradio (72 kbps) - Ballermann Radio (72 kbps) - Beats Radio (72 kbps) - Brillux Radio (72 kbps) - Nostalgie (72 kbps) - Oldie Antenne (72 kbps) - RTL Radio (72 kbps) - Rock Antenne (72 kbps) - Toggo Radio (72 kbps)                                                       | 10       | ND                                          | V                                         | - Baden-Württemberg: Aalen, Baden-Baden (Fremersberg), Heidelberg (Königstuhl), Heilbronn (Schweinsberg), Pforzheim (Schömberg-Langenbrand), Stuttgart (Frauenkopf) - Hessen: Fulda (Hummelskopf), Frankfurt (Europaturm), Gelnhausen (Schnepfenkopf), Gießen (Dünsberg), Großer Feldberg, Hardberg, Kassel (Habichtswald), Mainz-Kastel - Nordrhein-Westfalen: Aachen (Karlshöhe), Bonn (Venusberg), Dortmund (Florianturm), Düsseldorf (Rheinturm), Herscheid, Köln (Colonius), Langenberg, Münster (Fernmeldeturm), Siegen-Süd, Wesel - Rheinland-Pfalz: Bornberg, Daun (Boverath), Koblenz (Kühkopf), Trier (Petrisberg) - Saarland: Saarbrücken (Schoksberg) |
| 11D Radio für NRW (D__00236) | - 1 Live (88 kbps) - 1 Live diggi (88 kbps) - WDR 2 Rhein-Ruhr (RR) (88 kbps) - WDR 2 Ostwestfalen-Lippe (OW) (88 kbps) - WDR 2 Südwestfalen (SW) (88 kbps) - WDR 3 (120 kbps) - WDR 4 Rhein-Ruhr (RR) (88 kbps) - WDR 4 Ostwestfalen-Lippe (OW) (88 kbps) - WDR 4 Südwestfalen (SW) (88 kbps) - WDR 5 (88 kbps) - WDRcosmo (80 kbps) - WDR Maus (80 kbps) - WDR Event (56 kbps) - WDR EPG (8 kbps) - ARD TPEG (16 kbps)                                                                   | 10       | ND                                          | V                                         | - Region Aachen: Aachen (Stolberg-Donnerberg), Eifel (Dahlem-Bärbelkreuz) - Bergisches Land: Engelskirchen (Hohe Warte), Gummersbach (Kerberg), Remscheid (Hohenhagen), Wuppertal (Auf der Königshöhe) - Rheinland: Bonn (Venusberg), Köln (Kölnturm) - Rhein-Ruhr: Düsseldorf (Rheinturm), Gelsenkirchen-Scholven, Kleve (Bresserberg), Langenberg (Hordtberg), Viersen (Süchtelner Höhen) - Ruhrgebiet: Dortmund (Florianturm) - Münsterland: Ibbenbüren (Blomenkamp), Münster (Nottuln-Baumberge), Oelde (Mackenberg), Schöppingen - Ostwestfalen-Lippe: Bad Oeynhausen (P.Westf.-Wittekindsberg), Bielefeld (Hünenburg), Herford (Eggeberg), Höxter (Holzminden), Stemwede (Arrenkamp), Teutoburger Wald (Bielstein), Warburg, Willebadessen (Eggegebirge) - Südwestfalen: Arnsberg (Schlossberg), Biedenkopf (Sackpfeife), Ederkopf (Oberste Henn), Hallenberg (Bollerberg), Hochsauerland (Hunau), Lennestadt (Kuhhelle), Meschede, Nordhelle, Olsberg, Siegen (Giersberg) |
| 9D Mein NRW DAB+ (D__00517)  | DAB-Block von audio.digital NRW: - 80er Radio Harmony (72 kbps) - Antenne NRW (72 kbps) - bigFM (NRW) (72 kbps) - Energy NRW (72 kbps) - Kulthitradio (72 kbps) - Noxx (72 kbps) - NRW1 (72 kbps) - Oldie Antenne (72 kbps) - Radio 21 NRW (72 kbps) - Radio Bollerwagen (72 kbps) - Radio Holiday (72 kbps) - Radio Paloma (NRW) (72 kbps) - Radio Paradiso (72 kbps) - Star FM (72 kbps) - Radio Teddy NRW (72 kbps) - Schlager Radio (NRW) (72 kbps)                                    | 7,8      | ND                                          | V                                         | - Region Aachen: Aachen (Karlshöhe) - Bergisches Land: Wuppertal (Küllenhahn) - Rheinland: Bonn (Venusberg), Köln (Colonius) - Rhein-Ruhr: Düsseldorf (Rheinturm), Essen, Wesel - Ruhrgebiet: Dortmund (Florianturm) - Münsterland: Münster (Fernmeldeturm), Schöppingen - Ostwestfalen-Lippe: Bielefeld (Hünenburg), Eggegebirge, Lügde-Rischenau (Köterberg), Minden (Jakobsberg) - Südwestfalen: Herscheid, Hochsauerland (Hunau), Siegen-Süd |

### Digitales Fernsehen (DVB-T)
Die DVB-T-Ausstrahlungen vom Venusberg laufen im Gleichwellenbetrieb (Single Frequency Network) mit anderen Sendestandorten.
| Kanal | Frequenz (MHz) | Multiplex                                                             | Programme im Multiplex | ERP (kW) | Antennendiagramm rund (ND)/ gerichtet (D) | Polarisation horizontal (H)/ vertikal (V) | Modulations- verfahren | FEC | Guard- intervall | Bitrate (MBit/s) | SFN |
| ----- | -------------- | --------------------------------------------------------------------- | --- | -------- | ----------------------------------------- | ----------------------------------------- | ---------------------- | --- | ---------------- | ---------------- | --- |
| E26   | 514            | ZDFmobil                                                              | - ZDF - 3sat - ZDFinfo - KiKA/ZDFneo | 20       | ND                                        | V                                         | 16-QAM (8-k-Modus)     | 2/3 | 1/4              | 13,27            | Colonius (Köln-Ehrenfeld), Bonn (Venusberg), Aachen (Stolberg-Donnerberg), Aachen (Karlshöhe-Mulleklenkes), Gummersbach (Kerberg), Hohe Warte/Engelskirchen (Ründeroth)                        |
| E29   | 538            | RTL Group 2)                                                          | - RTL Television (Nordrhein-Westfalen) - RTL II - Super RTL - VOX | 20       | ND                                        | V                                         | 16-QAM (8-k-Modus)     | 2/3 | 1/4              | 13,27            | Colonius (Köln-Ehrenfeld), Bonn (Venusberg), Wesel (Büderich), Düsseldorf (Rheinturm), Langenberg/Velbert (Hordtberg), Essen (Holsterhausen-Am Fernmeldeamt), Dortmund (Westfalenpark-Florian) |
| E36   | 594            | Gemischt privat Nordrhein-Westfalen (T-Systems, BetaDigital [Tele 5]) | - Tele 5 - Eurosport 1 - sixx - RTL Nitro - multithek (HbbTV-Dienst mit mehreren Streams) | 20       | ND                                        | V                                         | 16-QAM (8-k-Modus)     | 2/3 | 1/4              | 13,27            | Colonius (Köln-Ehrenfeld), Bonn (Venusberg) |
| E49   | 698            | ARD regional (WDR Köln/Bonn)                                          | - WDR Fernsehen (Studio Köln) - MDR Fernsehen (Sachsen-Anhalt), WDR Fernsehen (Studio Bonn) 1) - NDR Fernsehen (Niedersachsen), WDR Fernsehen (Studio Aachen) 1) - SWR Fernsehen Rheinland-Pfalz | 50       | ND                                        | V                                         | 64-QAM                 | 1/2 | 1/4              | 14,93            | Colonius (Köln-Ehrenfeld), Bonn (Venusberg), Gummersbach (Kerberg), Hohe Warte/Engelskirchen (Ründeroth)                                                                                       |
| E50   | 706            | ARD national (WDR)                                                    | - Das Erste (WDR) - ARTE - Phoenix - One | 50       | ND                                        | V                                         | 16-QAM (8-k-Modus)     | 2/3 | 1/4              | 13,27            | Colonius (Köln-Ehrenfeld), Bonn (Venusberg), Aachen (Stolberg-Donnerberg), Aachen (Karlshöhe-Mulleklenkes), Gummersbach (Kerberg), Hohe Warte/Engelskirchen (Ründeroth)                        |
| E53   | 730            | ProSiebenSat.1 Media Nordrhein-Westfalen                              | - ProSieben - Sat.1 (NRW) - kabel eins - N24 - ProSieben Maxx | 20       | ND                                        | V                                         | 16-QAM (8-k-Modus)     | 2/3 | 1/4              | 13,27            | Colonius (Köln-Ehrenfeld), Bonn (Venusberg) |

#### DVB-T2 HD
Am 31. Mai 2016 wurde mit der Ausstrahlung des Hochauflösenden DVB-T2 HD in Nordrhein-Westfalen begonnen. Seit diesem Zeitpunkt können Das Erste HD, Pro Sieben HD, Sat 1 HD, RTL HD, Vox HD und das ZDF HD über Antenne auf Kanal 43 mit 20 kW vom Venusberg empfangen werden.

### Ehemaliges analoges Fernsehen (PAL)
Die Übertragung analoger Fernsehprogramme wurde bereits im Zusammenhang mit der DVB-T-Einführung im Großraum Köln/Bonn und im Ruhrgebiet am 8. November 2004 beendet. Der analoge Fernsehsender auf Kanal 43 wurde bereits am 24. Mai 2004 abgeschaltet. Daraufhin wurde das Programm Das Erste übergangsweise bis zum 8. November 2004 analog auf Kanal 5 verbreitet.
| Kanal | Frequenz (MHz) | Programm                    | ERP (kW) | Antennendiagramm rund (ND)/ gerichtet (D) | Polarisation horizontal (H)/ vertikal (V) |
| ----- | -------------- | --------------------------- | -------- | ----------------------------------------- | ----------------------------------------- |
| 5     | 175,25         | Sat.1 (Nordrhein-Westfalen) | 0,05     | D (320–20°, 90–140°)                      | H                                         |
| 43    | 647,25         | Das Erste (WDR)             | 100      | ND                                        | H                                         |